# Рамзайер, Петер
Петер Рамзайер (нем. Peter Ramseier; 29 ноября 1944, Берн — 10 октября 2018) — швейцарский футболист, игравший на позиции защитника. Шестикратный чемпион Швейцарии в составе «Базеля».

## Биография

### Клубная карьера
Начинал карьеру в клубе «Церингия», а в 1964 году присоединился к клубу «Невшатель», представлявшему Национальную Лигу Б. В составе «Невшателя» Рамзайер стал основным игроком и отыграл два сезона, сыграв во втором по рангу дивизионе Швейцарии 43 матча и забил 5 голов.
В июле 1966 года перешёл в «Базель», с которым была связана дальнейшая его карьера. После перехода в «Базель» он несколько месяцев был резервным игроком, но во второй половине сезона закрепился в основном составе. Он стал важной частью команды, в составе которой выиграл в 1967 году чемпионский титул и Кубок Швейцарии. В последующие 11 сезонов Рамзайер в составе «Базеля» выиграл 5 чемпионских титулов, Кубок Швейцарии 1975 года и Кубок Швейцарской лиги в 1973 году. Последний матч за «Базель» сыграл 24 мая 1978 года в матче против «Сьона», который «красно-синие» выиграли со счётом 2:0. Всего во всех официальных турнирах за «Базель» он сыграл 372 матча и является 8-м игроком в истории клуба по количеству сыгранных матчей.

### Карьера в сборной
В составе сборной Швейцарии сыграл 28 матчей, в которых не отметился забитыми мячами.

### Смерть
Скончался 10 октября 2018 года в Муттенце в возрасте 73 лет, почувствовав себя плохо после занятий на домашнем тренажёре.

## Достижения
«Базель»
- Чемпион Швейцарии (6): 1966/67, 1968/69, 1969/70, 1971/72, 1972/73,1976/77
- Обладатель Кубка Швейцарии (2): 1966/67, 1974/75
- Обладатель Кубка Швейцарской лиги (1): 1973
- Обладатель Кубка Альп (2): 1969, 1970
- Обладатель Кубка Часов (2): 1969, 1970